# ناتاليا ديسينتا
ناتاليا ديسينتا (بالإسبانية: Natalia Dicenta)‏ هي ممثلة ومغنية إسبانية، ولدت يوم 6 يوليو 1962 في مدريد في إسبانيا.

## روابط خارجية
- ناتاليا ديسينتا على موقع IMDb (الإنجليزية)
- ناتاليا ديسينتا على موقع ديسكوغز (الإنجليزية)
- ناتاليا ديسينتا على موقع قاعدة بيانات الفيلم (الإنجليزية)